# Palazzo Dugnani
Il Palazzo Dugnani è uno storico palazzo di Milano risalente al XVII secolo e poi restaurato durante il secolo successivo in stile rococò.

## Storia

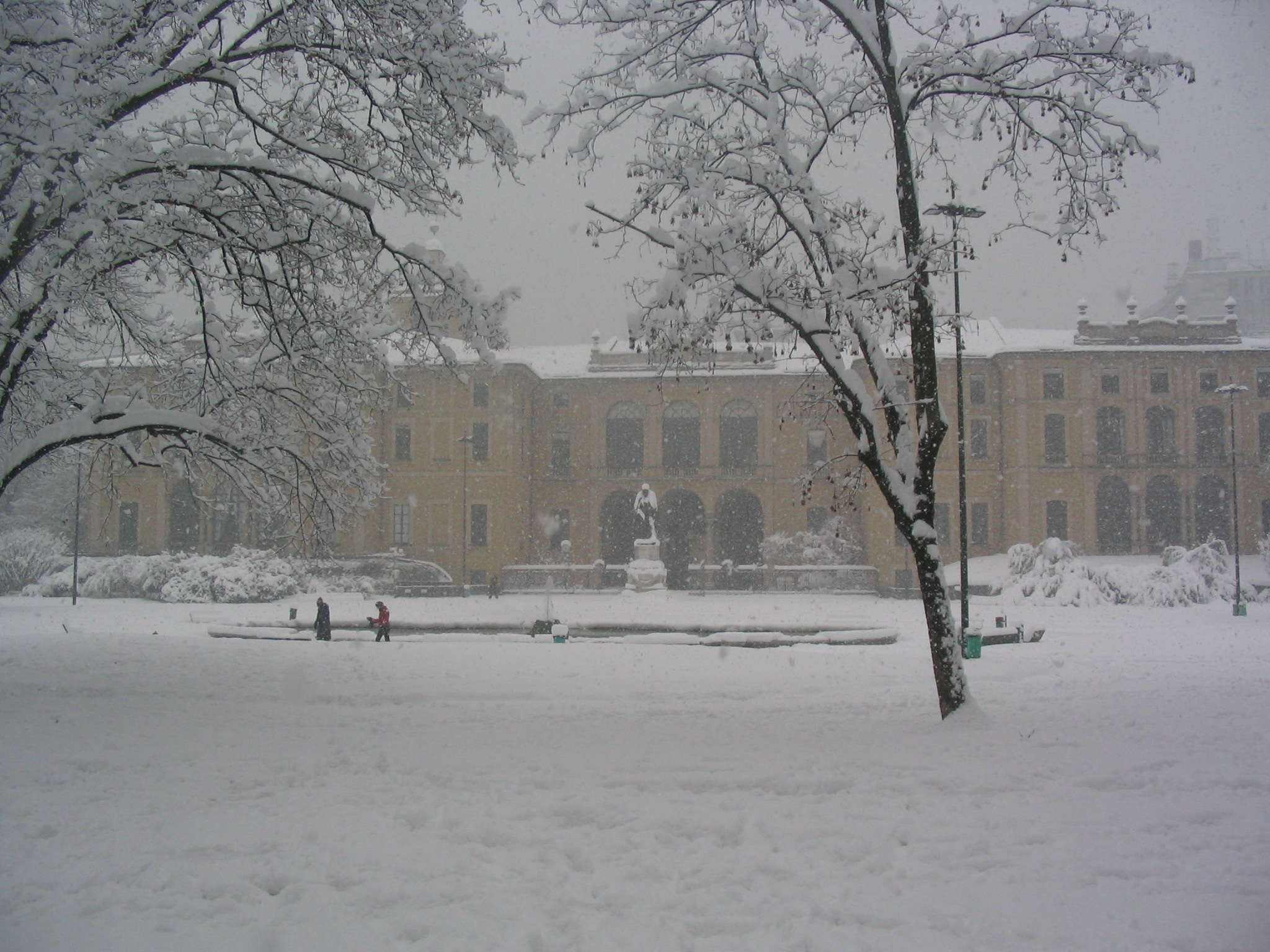
Palazzo Dugnani a Milano sotto la nevicata del 2006

Il palazzo venne eretto a partire dal XVII secolo e fu inizialmente dimora patrizia della famiglia Cavalchini, seppure di modesta entità. I Cavalchini vi rimasero sino al 1730, quando le case vennero cedute alla famiglia Casati che si impegnò nella realizzazione vera e propria del palazzo. I Casati rivendettero l'abitazione nel 1753 ai Dugnani, illustre famiglia milanese che annoverava al proprio casato tra gli altri anche un cardinale, Antonio, e che fecero di questa dimora uno dei maggiori centri di pensiero della Milano di fine Settecento, organizzando riunioni conviviali con personaggi come il poeta Andrea Oltolina per l'Accademia dei Fenici che qui venne stabilita dal 1762.
Nel 1835, con la morte dell'ultima erede diretta, Teresa Dugnani Viani, la proprietà venne ereditata dal conte Giovanni Vimercati che, dal 1837, vi installò la prima collezione naturalistica personale, denominandola "Museo di Storia Naturale". Nel 1846 il Vimercati vendette il palazzo con la collezione al Comune di Milano che ne fece la prima sede del Civico Museo di Storia Naturale, successivamente trasferito in corso Venezia.
Fino al 1977 ha ospitato la Civica Scuola Femminile Alessandro Manzoni, mentre oggi ospita il Museo del Cinema, i Laboratori delle Serre ed alcune mostre annuali.

## Descrizione

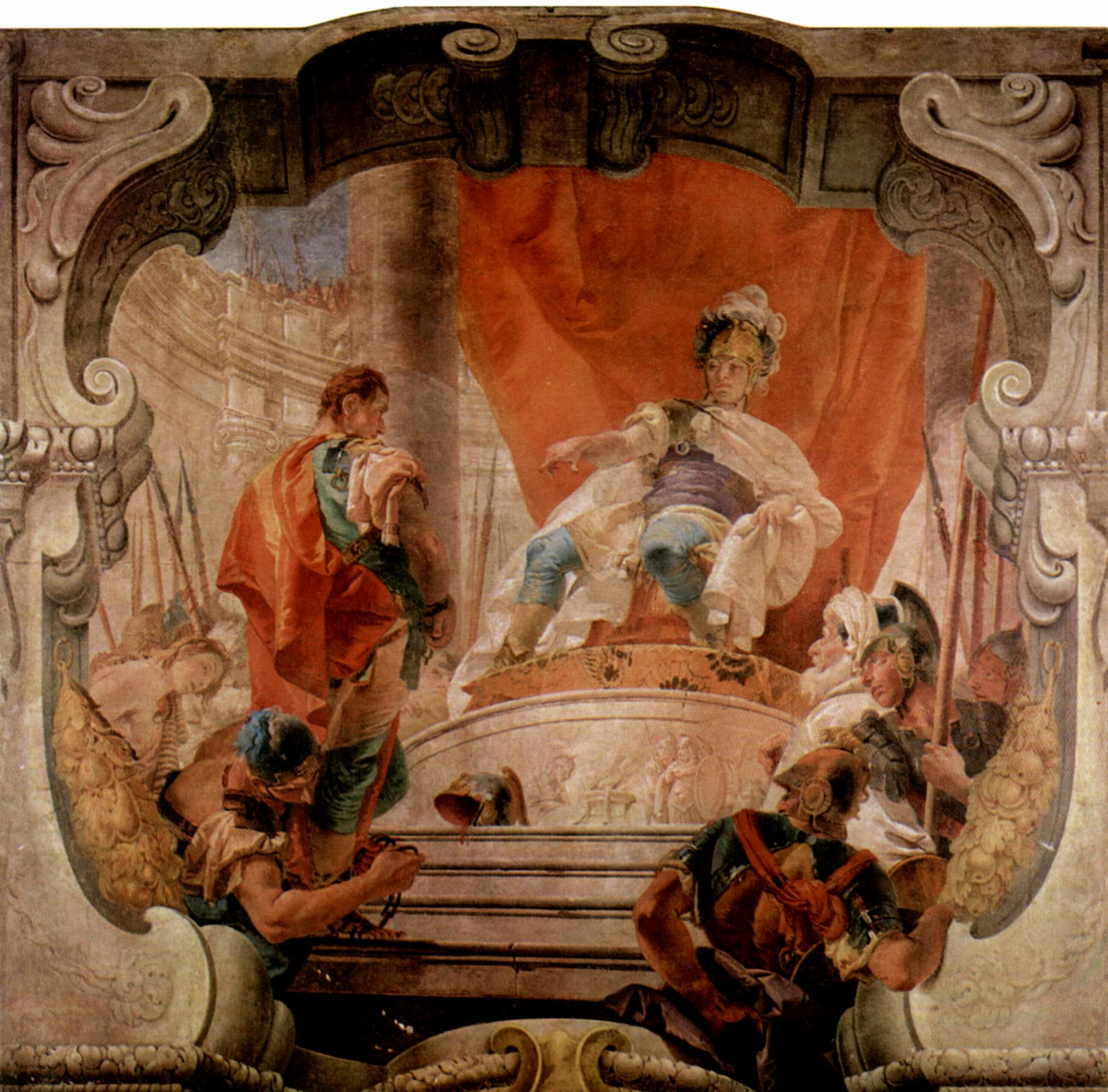
Scipione e lo schiavo del Tiepolo a Palazzo Dugnani

Il palazzo dispone esternamente di due fronti distinti, uno rivolto verso la sede stradale dove viene dato ampio risalto alla torretta belvedere di forma ottagonale dotata di lanterna, e l'altro, porticato, affacciato sul parco e composto da un corpo centrale che appare arretrato rispetto ai corpi laterali più sporgenti.
Col passaggio della proprietà alla famiglia Dugnani a metà Settecento, il palazzo divenne sede di grandiose feste mondane e ritrovo di intellettuali e per questo i suoi interni sono ancora oggi tra i più sfarzosi della Milano barocca: alle pareti e sui soffitti si trovano grandi affreschi di Ferdinando Porta. Sul soffitto della Sala da Ballo al primo piano un grandioso dipinto del Tiepolo (1731-32), dove figure mitologiche che ondeggiano in un cielo terso e narrano le vicende di Scipione e Massinissa, a sottintendere la celebrazione della stessa famiglia dei Casati. La commissione degli affreschi pervenne al Tiepolo da Giuseppe Casati (1673-1740), ricco affarista e commerciante della nuova nobiltà emergente, che nel 1728 era stato creato conte e nel 1730 aveva ottenuto il feudo di Spino d'Adda. È proprio per consolidare in Milano il prestigio da poco acquisito a fronte di molte altre antiche casate del milanese che il Casati diede commissione al Tiepolo per le decorazioni, servendosi anche della collaborazione di altri artisti veneziani come Giovanni Antonio Cucchi, Mattia Bortoloni e il Megatti. Gran parte di questi affreschi sono stati strappati nel 1944 per paura che venissero danneggiati nel corso della Seconda guerra mondiale, ma sono ancora oggi conservati su tela nelle posizioni originarie nel palazzo.
Esternamente, il palazzo conserva ancora traccia degli antichi giardini che oggi compongono il complesso più ampio dei giardini pubblici che venne ampiamente rimodellato nell'Ottocento con l'intervento dell'architetto Balzaretto che iniziò appena ad abbozzare l'opera nel 1848 che abbandonò a causa dei fermenti rivoluzionari per poi riprenderla nel 1855.

## Opere
- Tiepolo - Allegoria della Famiglia Dugnani
- Tiepolo - Storie di Scipione e Massinissa